# Monkey/Monkey (strumentale)
Monkey è un singolo discografico de I Coccodrilli, pseudonimo di Roberto Soffici, pubblicato nel 1980.

## Descrizione
Il brano era la sigla dell'anime The Monkey, scritta da Luigi Albertelli su musica di Roberto Soffici e arrangiamento di Piero Soffici. Sul lato B è incisa la versione strumentale. Entrambi i brani sono stati inseriti nella compilation Supersigle TV vol. 4 e in altre raccolte.

## Tracce
Lato A
1. Monkey – 2:50 (Luigi Albertelli-Roberto Soffici)

Lato B
1. Monkey (strumentale) – 2:50 (Luigi Albertelli-Roberto Soffici)